# 民主党 (葡萄牙)

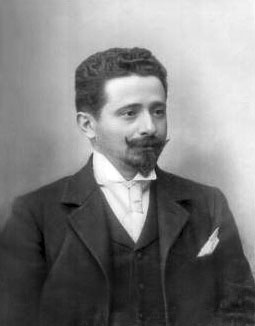
民主党有影响力的领导人阿方索·科斯塔

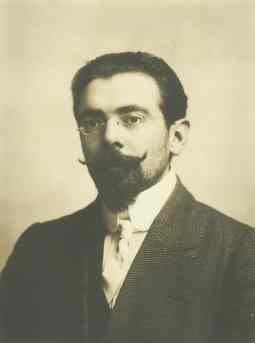
安東尼奧‧瑪麗亞‧席爾瓦

民主党，正式名称是葡萄牙共和党，是葡萄牙第一共和国时期的一个中间偏左政党。它还自称是最初的葡萄牙共和党的继承者，后者在1910年的革命中建立了葡萄牙第一共和国。
“民主党”这个名字从来都不是这个政党的正式名称，他们自己依旧称自己为葡萄牙共和党。然而，这两个政党实际上是不同的，因此其他从原来的葡萄牙共和党分离出来的政党使用“民主党”这个称号，来表达他们不认同该党是葡萄牙共和党的继承者。该党也被称为阿方索党，这是以该党的领导人阿方索·科斯塔命名的。

## 历史
1912年2月，当进化论者党和统一党脱离葡萄牙共和党时，民主党宣布自己是后者的继承人。它很快控制了其选举和宣传系统，这一事实将影响到民主党在第一共和国期间的支配地位。
在第一共和国时期，尽管经历了几次君主主义和共和主义的革命尝试，但由阿方索·科斯塔领导的民主党还是成功地掌握了政权。尽管有些政变取得了部分成功，但民主党一直设法保持权力。
在葡萄牙参加的第一次世界大战期间，该政党与进化论者党组成的“神圣联盟”组成联合政府，面对战争问题。战争结束后，不满情绪增加，联盟最终解体。西多尼奥·拜斯利用这一点，建立了他的国家共和党的独裁政府。但是西多尼奥·拜斯于1918年12月14日被暗杀。到1919年，民主党再次掌权。
1919年以后，随着阿方索·科斯塔前往巴黎，该党由安东尼奥·玛丽亚·达·席尔瓦领导。但是从此之后民众开始反对该党。随着民主党左翼共和党和改革派的成立，一些团体也脱离了该党。